# ناحیه گیلید، میشیگان
ناحیه گیلید (به انگلیسی: Gilead Township) یک منطقهٔ مسکونی در ایالات متحده آمریکا است که در شهرستان برنچ، میشیگان واقع شده‌است.
 ناحیه گیلید ۵۵٫۵ کیلومتر مربع مساحت و ۶۶۱ نفر جمعیت دارد و ۲۹۱ متر بالاتر از سطح دریا واقع شده‌است.